# Юрій Маєр
Юрій Маєр (ісп. Yuri Maier; нар. 5 квітня 1989, Коррієнтес — аргентинський борець вільного та греко-римського стилів, дворазовий срібний та бронзовий призер Панамериканських чемпіонатів з вільної боротьби, бронзовий призер Панамериканських ігор з греко-римської боротьби, чотириразовий чемпіон Південної Америки з вільної боротьби, дворазовий чемпіон Південної Америки з греко-римської боротьби, срібний призер Південноамериканських ігор з вільної боротьби.

## Біографія
Боротьбою почав займатися з 1999 року. У 2004 році став срібним призером Панамериканського чемпіонату серед кадетів і з вільної, і з греко-римської боротьби. Наступного року у цій же віковій групі став чемпіоном Панамериканським чемпіоном в обох стилях боротьби. У 2006 році виступав у віковій групі юніорів і став срібним призером Панамериканського чемпіонату з вільної боротьби і бронзовим призером з греко-римської боротьби. Наступного року виборов бронзову нагороду на цих же змаганнях з вільної боротьби. У 2009 році на юніорській Панамериканській першості став срібним призером у змаганнях греко-римської боротьби і бронзовим призером з вільної боротьби.
Виступає за борцівський клуб «Регатас-де-Коррієнтес».

## Спортивні результати на міжнародних змаганнях

### Виступи на Чемпіонатах світу
| Змагання                        | Збірна    | Вагова категорія          | Місце |
| ------------------------------- | --------- | ------------------------- | ----- |
| Чемпіонат світу з боротьби 2010 | Аргентина | вільна боротьба, до 84 кг | 26    |
| Чемпіонат світу з боротьби 2013 | Аргентина | вільна боротьба, до 96 кг | 22    |
| Чемпіонат світу з боротьби 2014 | Аргентина | вільна боротьба, до 97 кг | 16    |
| Чемпіонат світу з боротьби 2015 | Аргентина | вільна боротьба, до 97 кг | 32    |

### Виступи на Панамериканських чемпіонатах
| Змагання                                   | Збірна    | Вагова категорія                 | Місце  |
| ------------------------------------------ | --------- | -------------------------------- | ------ |
| Панамериканський чемпіонат з боротьби 2007 | Аргентина | вільна боротьба, до 84 кг        | 12     |
| Панамериканський чемпіонат з боротьби 2009 | Аргентина | вільна боротьба, до 84 кг        | 5      |
| Панамериканський чемпіонат з боротьби 2010 | Аргентина | вільна боротьба, до 84 кг        | 5      |
| Панамериканський чемпіонат з боротьби 2010 | Аргентина | греко-римська боротьба, до 84 кг | 5      |
| Панамериканський чемпіонат з боротьби 2011 | Аргентина | вільна боротьба, до 84 кг        | 12     |
| Панамериканський чемпіонат з боротьби 2011 | Аргентина | греко-римська боротьба, до 96 кг | 5      |
| Панамериканський чемпіонат з боротьби 2012 | Аргентина | вільна боротьба, до 96 кг        | Срібло |
| Панамериканський чемпіонат з боротьби 2012 | Аргентина | греко-римська боротьба, до 96 кг | 7      |
| Панамериканський чемпіонат з боротьби 2013 | Аргентина | вільна боротьба, до 96 кг        | Срібло |
| Панамериканський чемпіонат з боротьби 2015 | Аргентина | вільна боротьба, до 97 кг        | Бронза |

### Виступи на Панамериканських іграх
| Змагання                  | Збірна    | Вагова категорія                 | Місце  |
| ------------------------- | --------- | -------------------------------- | ------ |
| Панамериканські ігри 2011 | Аргентина | греко-римська боротьба, до 96 кг | Бронза |
| Панамериканські ігри 2015 | Аргентина | вільна боротьба, до 97 кг        | 5      |

### Виступи на чемпіонатах Південної Америки
| Змагання                                    | Збірна    | Вагова категорія                 | Місце  |
| ------------------------------------------- | --------- | -------------------------------- | ------ |
| Чемпіонат Південної Америки з боротьби 2011 | Аргентина | греко-римська боротьба, до 96 кг | Золото |
| Чемпіонат Південної Америки з боротьби 2011 | Аргентина | вільна боротьба, до 96 кг        | Золото |
| Чемпіонат Південної Америки з боротьби 2013 | Аргентина | вільна боротьба, до 96 кг        | Золото |
| Чемпіонат Південної Америки з боротьби 2014 | Аргентина | вільна боротьба, до 97 кг        | Золото |
| Чемпіонат Південної Америки з боротьби 2015 | Аргентина | вільна боротьба, до 97 кг        | Золото |
| Чемпіонат Південної Америки з боротьби 2015 | Аргентина | греко-римська боротьба, до 98 кг | Золото |

### Виступи на Південноамериканських іграх
| Змагання                       | Збірна    | Вагова категорія          | Місце  |
| ------------------------------ | --------- | ------------------------- | ------ |
| Південноамериканські ігри 2014 | Аргентина | вільна боротьба, до 97 кг | Срібло |

### Виступи на інших змаганнях
| Змагання                                                               | Збірна    | Вагова категорія                 | Місце  |
| ---------------------------------------------------------------------- | --------- | -------------------------------- | ------ |
| Гран-прі Іспанії з боротьби 2011                                       | Аргентина | вільна боротьба, до 96 кг        | 9      |
| Олімпійський кваліфікаційний турнір з боротьби 2012 (Кіссіммі-Орландо) | Аргентина | вільна боротьба, до 96 кг        | 5      |
| Олімпійський кваліфікаційний турнір з боротьби 2012 (Кіссіммі-Орландо) | Аргентина | греко-римська боротьба, до 96 кг | 7      |
| Олімпійський кваліфікаційний турнір з боротьби 2012 (Тайюань)          | Аргентина | вільна боротьба, до 96 кг        | 10     |
| Олімпійський кваліфікаційний турнір з боротьби 2012 (Гельсінкі)        | Аргентина | вільна боротьба, до 96 кг        | 12     |
| Cerro Pelado International 2013                                        | Аргентина | вільна боротьба, до 96 кг        | Бронза |
| Турнір Алі Алієва 2013                                                 | Аргентина | вільна боротьба, до 96 кг        | 22     |
| Турнір Олександра Медведя 2015                                         | Аргентина | вільна боротьба, до 97 кг        | 17     |
| Турнір міста Сассарі 2015                                              | Аргентина | вільна боротьба, до 97 кг        | 5      |
| Pro Wrestling League 2015                                              | Аргентина | команда                          | Срібло |
| Олімпійський кваліфікаційний турнір з боротьби 2016 (Фріско)           | Аргентина | вільна боротьба, до 97 кг        | 7      |